# Change the Weather
Change the Weather – drugi album studyjny zespołu Underworld, wydany we wrześniu 1989 roku przez Sire Records jako CD.

## Historia albumu
Karl Hyde w wywiadzie dla Andrew Unterbergera z magazynu Spin wspominał, że inspiracją do nagrania albumu Change the Weather była muzyka house, nadawana przez pirackie stacje radiowe:

Acid house, dla mnie osobiście, był jak pierwszy raz, kiedy usłyszałem Tangerine Dream, jak pierwszy raz, kiedy usłyszałem Hawkwind. Te bardzo długie, dźwiękowe, rytmiczne, niemal elektroniczne orkiestrowe kawałki. I to jest to, jak acid house brzmiał dla nas, dla mnie. (…) To jest jak owoc całej muzyki, którą kochałem jako dziecko.I to jest masywny ruch. I jest podziemny, a jednak jest ogromny, jest całkowicie poza kulturą. Rewolucyjny, naprawdę. Ponieważ był samowystarczalny, nie potrzebował przemysłu muzycznego. Przyciągał dziesiątki tysięcy ludzi. Sprzedawał naprawdę duże ilości płyt, a mimo to nie pojawiał się nawet na listach przebojów. To było fantastyczne.

Album poprzedzał wydany w sierpniu 1989 roku singiel „Stand Up”, który dotarł do 67. miejsca na liście Hot 100 tygodnika Billboard. W tym samym roku Underworld towarzyszył jako support zespołowi Eurythmics w jego amerykańskiej trasie koncertowej. Pod koniec trasy Hide został w Stanach Zjednoczonych, a Smith powrócił do Wielkiej Brytanii z zamiarem tworzenia muzyki tanecznej. Dekadę lat 80. zespół zakończył z ogromnymi długami, bez kontraktu płytowego i z kryzysem twórczym.

## Lista utworów

### Zestaw utworów na płycie CD[4]
| 1.  | Change The Weather | 3:29  |
|     |                    |       |
| 2.  | Stand Up           | 3:52  |
|     |                    |       |
| 3.  | Fever              | 3:29  |
|     |                    |       |
| 4.  | Original Song      | 3:56  |
|     |                    |       |
| 5.  | Mercy              | 3:34  |
|     |                    |       |
| 6.  | Mr. Universe       | 3:28  |
|     |                    |       |
| 7.  | Texas              | 3:48  |
|     |                    |       |
| 8.  | Thrash             | 4:17  |
|     |                    |       |
| 9.  | Sole Survivor      | 4:08  |
|     |                    |       |
| 10. | Beach              | 2:08  |
|     |                    |       |
|     |                    | 36:09 |
|     |                    |       |
Skład zespołu:
- Karl Hyde – śpiew, syntezatory, gitary, gitara basowa
- Rick Smith – syntezatory, śpiew
- Alfie Thomas – gitara, śpiew
- Baz Allen – gitara basowa
- Pascal Consoli – perkusja, instrumenty perkusyjne

Wszystkie utwory napisali: Karl Hyde, Rick Smith i Alfie Thomas.